# Stefan Radt

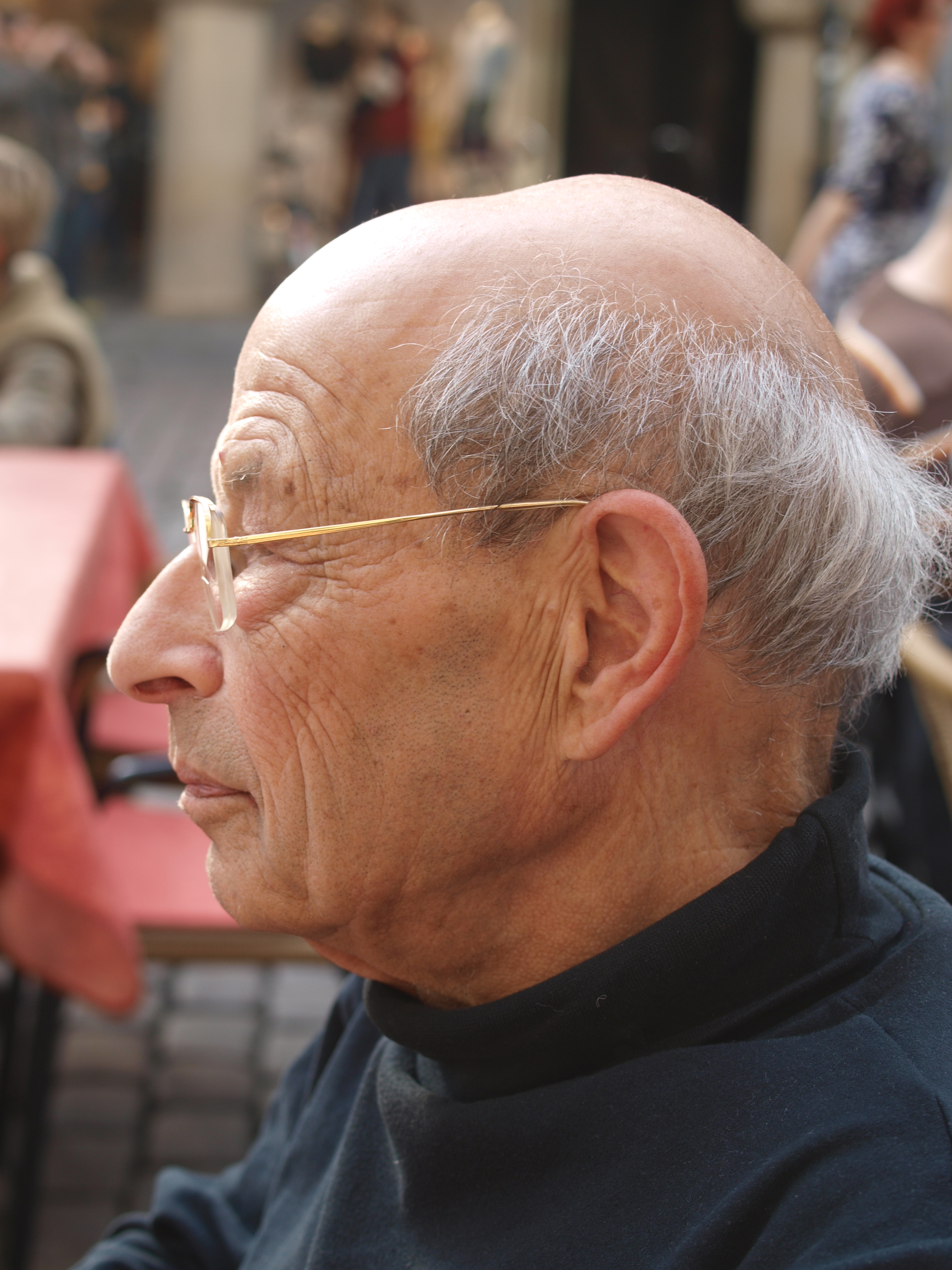
Stefan Radt

Stefan Lorenz Radt (Berlijn, 4 augustus 1927 − 22 november 2017) was een Nederlandse classicus van Duitse komaf en emeritus hoogleraar Griekse taal- en letterkunde van de Rijksuniversiteit Groningen.
Radt emigreerde wegens de Jodenvervolgingen in 1937 met zijn ouders, Fritz en Jula Radt, van Duitsland naar Nederland. Dankzij de hulp van zijn vaders werkgever uitgeverij Elsevier doken ze tijdens de Duitse bezetting van februari 1943 tot mei 1945 onder. Van 1946 tot 1953 studeerde Radt klassieke taal- en letterkunde aan de Universiteit van Amsterdam. In 1954/1955 maakte hij met een beurs van het Philologisch Studiefonds een studiereis naar Cambridge, Rome en Griekenland. Aansluitend werkte hij tot 1956 als leraar aan het Gemeentelijk Gymnasium in Hilversum. In 1958 promoveerde hij op het proefschrift Pindars Zweiter und Sechster Paian, dat twee paeanen van de Griekse dichter Pindarus behandelt. Daarna werkte hij twee jaar mee aan het Lexikon des frühgriechischen Epos in Hamburg. In 1961 werd hij wetenschappelijk medewerker aan de Universiteit van Amsterdam en van 1967 tot 1987 was hij hoogleraar in de Griekse taal- en letterkunde aan de Rijksuniversiteit Groningen. In die periode produceerde hij uitgaven van de resten van de verloren stukken van de tragediedichters Sophocles en Aeschylus (Tragicorum Graecorum Fragmenta dl. 4 [1977] en dl. 3 [1985]). Daarna begon zijn werk aan een uitgave van de Geographika (Griekse tekst, Duitse vertaling en commentaar) van de Griekse geograaf Strabo. In 2011 verscheen het tiende en laatste deel.
Ter gelegenheid van Radts 75e verjaardag werd een bundel met artikelen van zijn hand uitgebracht: Noch einmal zu... Kleine Schriften von Stefan Radt zu seinem 75. Geburtstag (Leiden 2002).
Op 14 januari 2010 reikte de filosofische faculteit van de Westfälische Wilhelms-Universität in Münster Radt een eredoctoraat uit. Dit was in de eerste plaats bedoeld als blijk van waardering voor zijn wetenschappelijke werk en daarnaast omdat hij ondanks de vervolging door de nationaalsocialisten de Duitse taal en de Duitse culturele traditie niet heeft afgezworen.
Hij overleed in 2017 op 90-jarige leeftijd en is begraven op de Begraafplaats van Noordlaren.